# الجسرة (قطر)
الجسرة هي جزء من معالم الدوحة قديما وحاضرا وهي المنطقة التي تقع بين قصر الدوحة المقر السياسي ومنطقة سوق واقف الموقع الاقتصادي للبلاد قديما، وتعدد الروايات حسب (تسمية الجسرة) حيث يذهب البعض انها واقعة على حزم مرتفع وموقعها بين البدع ومشيرب فيما يذهب أخرون إلى أنها تربط كمعبر بين منطقتين شرق ومنطقة البدع.

## تاريخ الجسرة
ففي عهد حاكم قطر الشيخ عبد الله بن جاسم آل ثاني 1913 - 1949 وعهد نائب الحاكم الشيخ حمد بن عبد الله آل ثاني 1930 – 1948 تم تشيد بعض المباني ومعالم الدوحة القديمة الرسمية للدولة في منطقة الجسرة باعتبارها المنطقة الاقتصادية والسياسية في البلاد، شيد مبنى الجمارك القديم ومقره الحالي فندق سوق واقف، كما أسس الشيخ محمد بن عبد العزيز المانع القاضي والمفتي الشرعي في البلاد المدرسة الأهلية الأثيرية.
كما تم إنشاء جامع الشيوخ عام 1917 في حين تم بناء مسجد الفيحاني للوجيه عبد الوهاب الفيحاني والمسمى حاليا مسجد المانع والذي تم ترميمه مؤخرا ويقع قرب منطقة السوق، بيت بن جلمود مقاول حجاج قطر قديما بالمطايا وكان مقر تجمع قوافل الحجيج عند قلعة الكوت امام مصلى العيد، كما تم إنشاء أول مدرسة شبه نظامية بأمر من الشيخ حمد بن عبد الله آل ثاني وكان فضيلة العالم الجليل من الشارقة محمد آل محمود يشرف على التعليم النظامي في المدرسة وعرفة بمدرسة الإصلاح المحمدية، بيت الشركة تأسس عام 1945 وهو مقر شركة النفط يقع في الجسرة الملاصقة لمنطقة مشيرب، ومن أبرز منشئات الدولة الحديثة آنذاك مستشفى الدوحة الذي تأسس عام 1946.
ونظرا لقرب الجسرة من منطقة سوق واقف ظهر على أطرافها ما يعرف بالعمارة لتجار قطر وهي عبارة عن مستودع ومخزن للبضائع المستوردة من مواد غذائية وأخشاب ولوازم للسفن وكانت بئر ماء عند مصلى العيد وعلى بعد مسافة بالقرب من قلعة الكوت كان سوق المواشي القديم في قطر وكان سوق آخر موسمي قديم لبيع منتجات البادية والتي كانت تجلب من بر قطر بالمطايا من حطب ومواد غذائية دهن يقط فقع حميض يراوة وغيرها وكانت تفرش الخيام بيت الشعر عند البيع من الصباح إلى العصر.
ومع تصدير أول ناقلة نفط من قطر عام 1949 ومع تنامي عوائد النفط ووضع لبنات الأولى لجهاز الدولة الحديث وتطور وتنظيم الحديث للدولة ففي فترة الخمسينات والستينات القرن الماضي برزة المباني الحديثة في الدولة في منطقة الجسرة (دار المستشارية تأسس عام 1950، مستشفى الدوحة وتم تطويره عام 1952 بكافة الخدمات الطبية قسم الأمراض الباطنية قسم الولادة قسم الأمراض العقلية إلى نشاء مستشفى الرميلة 1957، محكمة الدوحة تأسست 1958، برج الساعة شيد عام 1959 ويعد صرح حضاري حديث في الدولة، البنك العربي تأسس في الخمسينات، نادي الجسرة الثقافي تأسس 1960، ويجدر ان أول بث للإذاعة عند مسجد الشيوخ في الجسرة عام 1968.
كما شيدت العديد من المرافق في منطقة الجسرة في عقد الستينات من القرن الماضي مثل مطافي قطر، وازرة البلدية، وزارة العدل، إدارة المرور، إدارة المشتريات) ويذكر الروات في عام 1955 أقيمة مناسبة كبيرة في العاصمة الدوحة مقابل الدوان عند مسجد الشيوخ، شارك بها أبناء قطر وذلك في استقبال موكب حاكم قطر الشيخ علي بن عبد الله آل ثاني وضيف البلاد الكبير الملك سعود بن عبد العزيز آل سعود ملك المملكة العربية السعودية في مجلس الحاكم حيث أقيمة العارضة القطرية واستعراض الخيل وتحية العسكرية واستقبال طلبة المدارس لتحية الملك.
ويشير المؤرخ محمود بهجة سنان في كتابه تاريخ قطر عام 1961 ظهرت بوادر العمران في مدينة الدوحة وبرزت معالم العمران في المنطقة الساحلية حيث الأبنية المشيدة على الطراز الحديث مثل الأبنية الحكومية والتجارية والمعارف الأجنبية وقصور العائلة الحاكمة أما باقي نواحي المدينة فلازالت الأحياء السكنية مبنية من بالحجر والطين مثل البدع، رميلة، نجادة والجسرة إلا أن الحكومة قامت بإعمار أحياء هذه المناطق وفقا لخطة تطوير وتحديث عمراني من خلال لجنة التثمين وفقا للمنفعة العامة.
وكانت منطقة الجسرة من أولى المناطق التي شملتها التخطيط والتطوير الحديث حيث تم استملاك عقارات ومساحات من منطقة الجسرة ليتم بعد ذلك اعادت تخطيطها واعمارها كجزء من مدينة الدوحة عاصمة قطر.

## أبرز معالم المنطقة
ومن أبرز معالم منطقة الجسرة قديما قلعة الكوت والتي شيدت على مرتفع، وهي سجن ومقر الأمن قديما، وقد شيدت عام 1850، وتم ترميمها بحيث أصبحت معلما من المعالم التراثية في البلاد، كما تتميز منطقة الجسرة بأنها ملاصقة لمنطقة سوق واقف وتضم المنطقة أقدم وأكبر مقبرة في العاصمة، حيث تجاوز عمرها ما يقارب مائة عام من عهد الأتراك إلى أغلاقها تقريبا عام 1966 – 1967، حيث قامت الدولة بإغلاق المقبرة وإزالتها حسب الفتوى الشرعية وبسبب قدم الزمني للمقبرة وامتداد المقبرة حول البيوت لذلك قرر تخطيط المنطقة والمقر الحالي للمقبرة موقف سيارات من ناحية الغرب، وباعتبار الجسرة من مناطق الدوحة القديمة فقد احتفظت ببعض معالمها فيما اختلفت بسبب التطور والتوسع العمراني والإنشائي الجديد لمدينة الدوحة.